# Kamil Janicki
Kamil Janicki (ur. 1987) – polski pisarz i publicysta specjalizujący się w dziejach II Rzeczypospolitej i sylwetkach wybitnych kobiet, z wykształcenia historyk. Redaktor naczelny magazynu „WielkaHISTORIA.pl”.

## Życiorys
Absolwent historii na Uniwersytecie Jagiellońskim (2011, praca dyplomowa pod tytułem „Alkohol i pijaństwo we wspomnieniach żołnierskich z II wojny światowej”). W latach 2010–2019 redaktor naczelny portalu „Ciekawostki historyczne.pl”, w latach 2017–2019 redaktor naczelny „TwojaHistoria.pl”. Od 2019 roku prowadzi magazyn „WielkaHISTORIA.pl”. Jego artykuły ukazywały się między innymi na łamach „Gazety Wyborczej”, tygodnika „Do Rzeczy”, magazynu „Świat Wiedzy”, portalu „Onet.pl” oraz w portalu „Histmag.org”, którym kierował jako redaktor naczelny w latach 2008–2010.
Jest stałym publicystą magazynu „Focus Historia”, gdzie prowadzi rubrykę „Historie z marginesu”. Był też stałym współpracownikiem „Newsweeka Historia”, w którym w latach 2016–2017 prowadził comiesięczną rubrykę „Ciekawostki historyczne”. W latach 2013–2014 kierował redakcją wydawnictwa Znak Horyzont (grupa wydawnicza Znak).
Popularny komentator wydarzeń historycznych w mediach, obecny regularnie między innymi na łamach portalu „Onet.pl”. Rozmowy z nim publikowały też m.in. „Wirtualna Polska”, „Interia”, portal „Na temat.pl”, „Dziennik Bałtycki”, „Dziennik Polski”, gazeta „Metro” i „Tygodnik NIE”.

## Wybrane publikacje
- Źródła nienawiści. Konflikty etniczne w krajach postkomunistycznych, Instytut Wydawniczy Erica 2009 (m.in. z Arturem Kijasem), ISBN 978-83-897-0080-3.
- Pijana wojna. Alkohol podczas II wojny światowej, Instytut Wydawniczy Erica 2012, ISBN 978-83-623-2955-7.
- Pierwsze damy II Rzeczpospolitej, Znak 2012, ISBN 978-83-240-2201-4.
- Upadłe damy II Rzeczpospolitej, Znak 2013, ISBN 978-83-240-2792-7.
- Damy złotego wieku, Znak Horyzont 2014, ISBN 978-83-240-3030-9.
- Epoka hipokryzji. Seks i erotyka w przedwojennej Polsce, CiekawostkiHistoryczne.pl 2015, ISBN 978-83-240-3057-6.
- Żelazne damy. Kobiety, które zbudowały Polskę, Znak Horyzont 2015, ISBN 978-83-240-3081-1.
- Damy ze skazą, Znak Horyzont 2016, ISBN 978-83-240-3466-6.
- Damy polskiego imperium, Znak Horyzont 2017, ISBN 978-83-240-4248-7.
- Epoka milczenia. Przedwojenna Polska, o której wstydzimy się mówić, Znak Horyzont 2018, ISBN 978-83-240-4210-4.
- Niepokorne damy. Kobiety, które wywalczyły niepodległą Polskę, Znak Horyzont 2018, ISBN 978-83-240-5476-3.
- Damy przeklęte. Kobiety, które pogrzebały Polskę, Znak Horyzont 2019, ISBN 978-83-240-5797-9.
- Seryjni mordercy II RP, Wydawnictwo Literackie 2020, ISBN 978-83-08-07046-8.
- Wawel. Biografia, Wydawnictwo Literackie 2022, ISBN 978-83-08-07695-8.
- Cywilizacja Słowian. Prawdziwa historia największego ludu Europy, Wydawnictwo Poznańskie 2023, ISBN 978-83-67815-38-3.
- Średniowiecze w liczbach, Wydawnictwo Poznańskie 2024, ISBN 978-83-68-04599-4.
- Życie w chłopskiej chacie, Wydawnictwo Poznańskie 2024, ISBN 978-83-68-26364-0.

Według informacji podawanych przez wydawcę jego publikacje sprzedane zostały w łącznym nakładzie ponad 250 tysięcy egzemplarzy, wielokrotnie trafiając na listy bestsellerów.